# Comuna Ivancăuți, Cozmeni
Ivancăuți (în ucraineană Іванківці, transliterat: Ivankivți) este o comună în raionul Cozmeni, regiunea Cernăuți, Ucraina, formată din satele Gavrilești și Ivancăuți (reședința).

## Demografie
Componența lingvistică a comunei Ivancăuți
     Ucraineană (99,54%)
     Alte limbi (0,46%)
Conform recensământului din 2001, majoritatea populației comunei Ivancăuți era vorbitoare de ucraineană (99,54%), existând în minoritate și vorbitori de alte limbi.